# Kaplica Boimów
Kaplica Boimów, właśc. kaplica Trójcy Świętej i Męki Pańskiej (ukr. Каплиця Боїмів) – zabytkowa manierystyczna grobowa kaplica lwowskiej rodziny kupieckiej Boimów, usytuowana obok katedry łacińskiej. Jej fundatorem był pochodzący z Transylwanii Jerzy (György) Boim, kupiec i rajca miejski, sekretarz króla Stefana Batorego.
Kaplica została wzniesiona na terenie cmentarza obok Katedry Łacińskiej w latach 1609-1611 i konsekrowana w roku 1615. Służyła początkowo za mauzoleum rodu Boimów i mieściła 14 grobowców. Otaczający kaplicę cmentarz został zlikwidowany w XVIII wieku.
Budowniczym kaplicy był Andrzej Bemer, dekoracja rzeźbiarska jest dziełem dwóch mistrzów z Wrocławia: Johanna (Hanusza) Scholza (ur. 1573 we Wrocławiu, zm. przed 1642 w Brzeżanach) oraz Hansa Pfistera (ur. 5 sierpnia 1573 we Wrocławiu, zm. 1642 we Lwowie), któremu przypisuje się wystrój rzeźbiarski kopuły.
Kaplica została zbudowana na planie kwadratu i jest przekryta kasetonową kopułą opartą na ośmiobocznym tamburze. Latarnię kopuły wieńczy figura Chrystusa Frasobliwego z inskrypcją Niech ten, który przechodzi, zastanowi się, czy jego smutki są większe od moich. Układ przestrzenny przypomina nieco Kaplicę Zygmuntowską na Wawelu (arch. Bartolommeo Berrecci), różni się od niej bogato zdobioną fasadą. Kaplica została wzniesiona jako wolnostojąca, dopiero w XIX wieku przybudowano do niej od strony południowej kamienicę.
Stylistycznie kaplicę zalicza się do sztuki późnego renesansu z wpływami niderlandzkiej dekoracji rzeźbiarskiej. Jakością wystroju i brakiem umiaru ustępuje dziełom czynnych w Krakowie mistrzów włoskich, stanowiąc jednak przykład sztuki mieszczańskiej.
Na wschodniej elewacji podzielonej pięcioma pilastrami znajdują się portrety Jerzego Boima i jego żony Jadwigi z roku 1617 pędzla Jana Gianniego.
Na elewacji północnej znajdują się freski przedstawiające Matkę Boską i Chrystusa. Na ścianie ośmiobocznego tamburu znajduje się płaskorzeźba przedstawiająca św. Jerzego walczącego ze smokiem. Dekoracje na tej fasadzie przypisuje się Andrzejowi Bemerowi.
Fasada (elewacja zachodnia) pokryta jest gęstą dekoracją rzeźbiarską, dziełem Johanna Scholza. Podzielona jest sześcioma kolumienkami i dwoma gzymsami na trzy kondygnacje.
Najwyższa kondygnacja przedstawia sceny Męki Pańskiej: „Biczowanie”, „Niesienie krzyża”, „Ukrzyżowanie” i „Zdjęcie z krzyża”.
Dekoracja rzeźbiarska wnętrza kaplicy Boimów jest głównie dziełem Hansa Pfistera. Wnętrze kopuły podzielone jest na kasetony wypełnione dekoracją rzeźbiarską. Wystrój ściany ołtarzowej podzielony jest gzymsami na trzy poziomy i łączy się z kopułą. Rzeźby wykuto przeważnie w miejscowym wapieniu, wyżej zastosowano rzeźby ze stiuku. Zastosowano też czarny marmur i biały alabaster. Dolny gzyms wsparty jest na postaciach czterech proroków. Drewniane skrzydła drzwi w ścianie ołtarzowej zdobione są intarsją i okuciami.
Na ścianie południowej znajdują się epitafia dłuta Hansa Pfistera z marmuru i alabastru.
Nad drzwiami wejściowymi zawieszono portrety Jerzego Boima i jego syna Pawła.
Kaplica była do XVIII wieku pod zarządem rodziny Boimów, potem przeszła pod zarząd Katedry Łacińskiej. W roku 1945 została zamknięta i niszczała wskutek braku konserwacji. Od roku 1969 stanowi oddział Lwowskiej Galerii Obrazów.

## Galeria

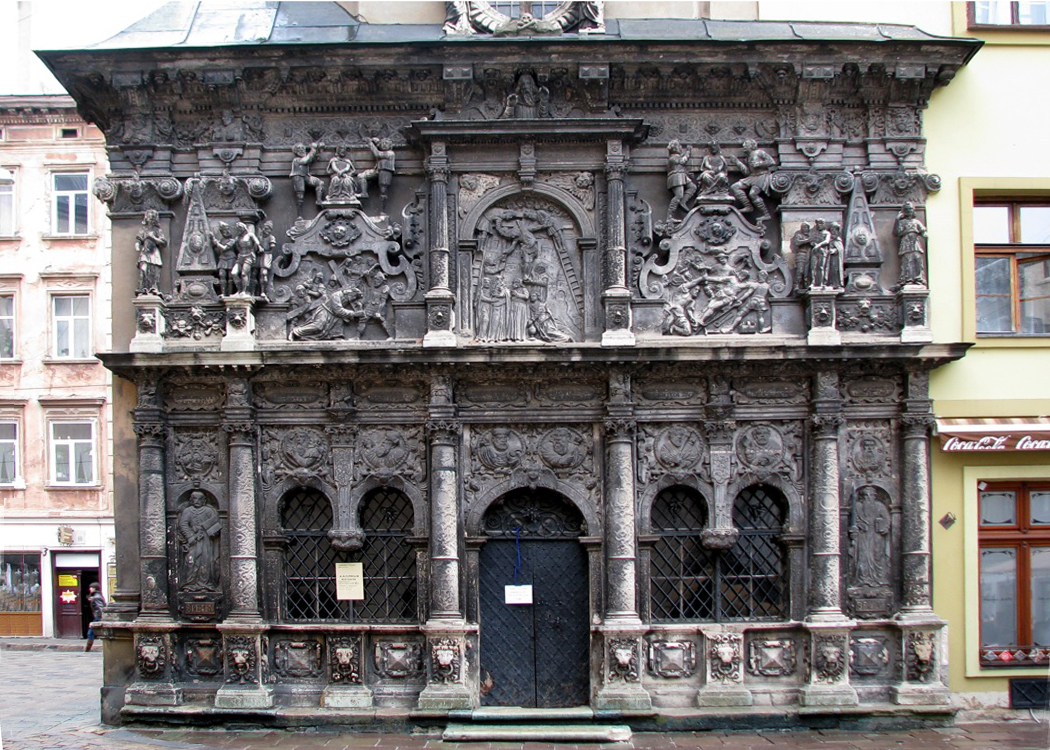
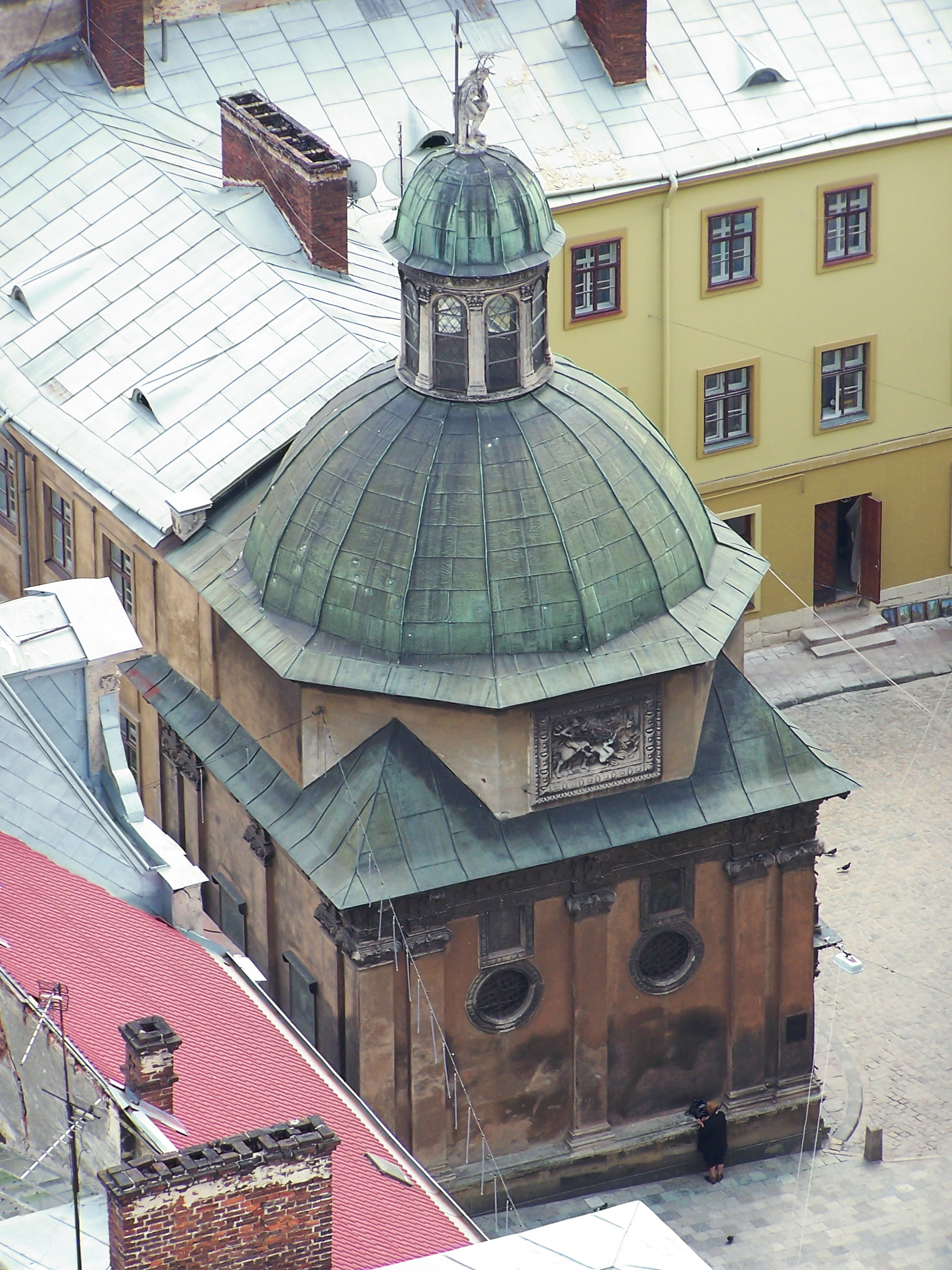
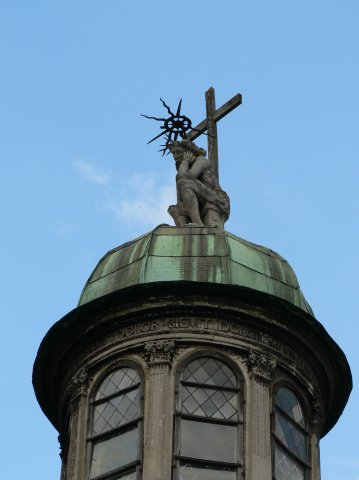
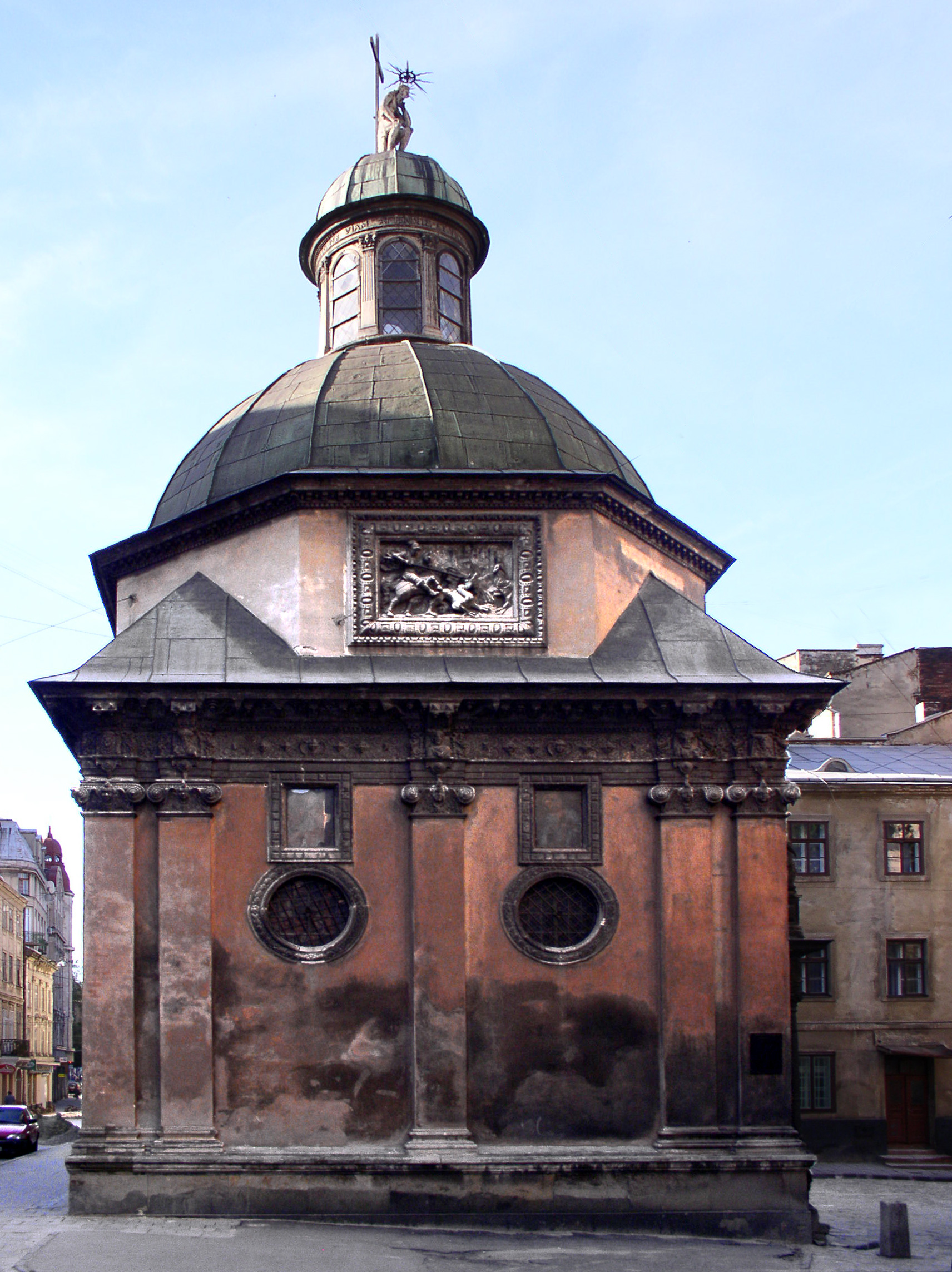
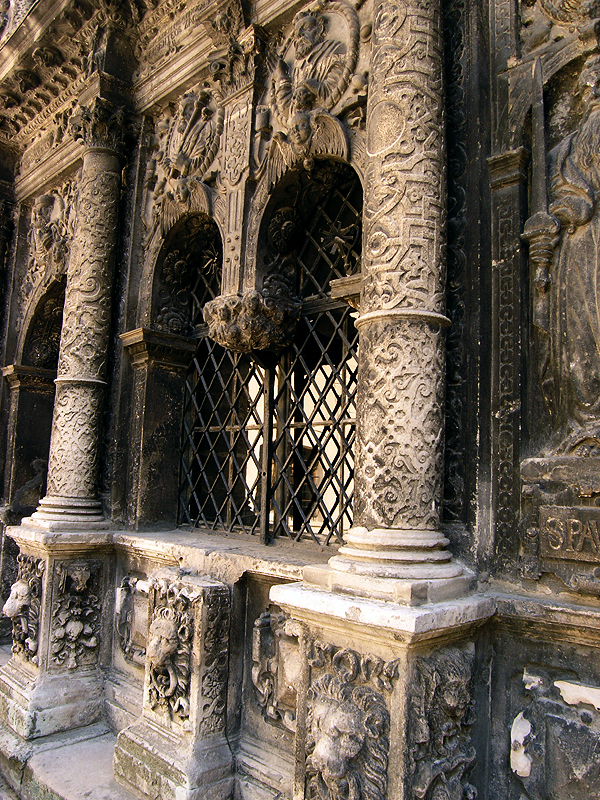
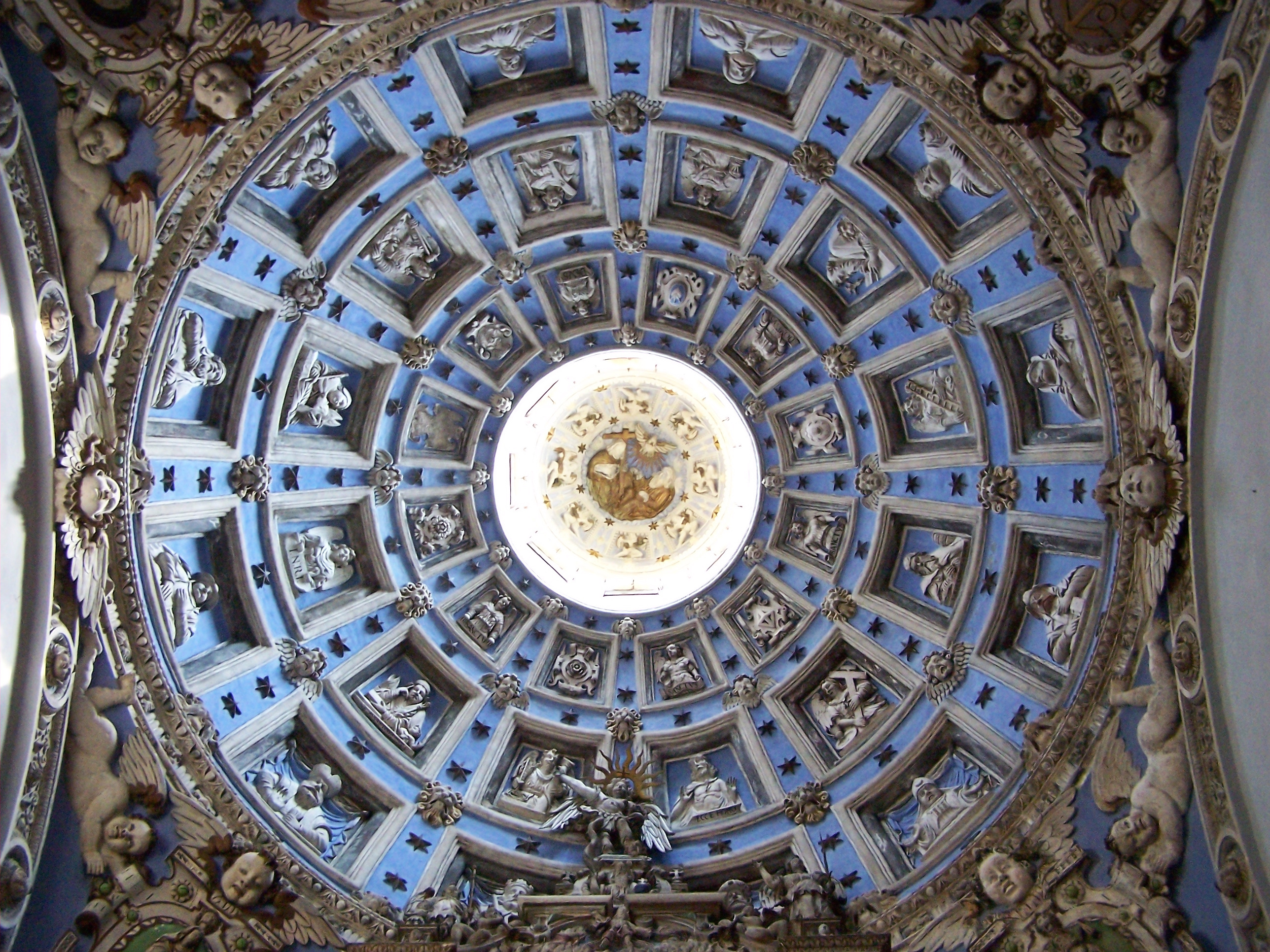
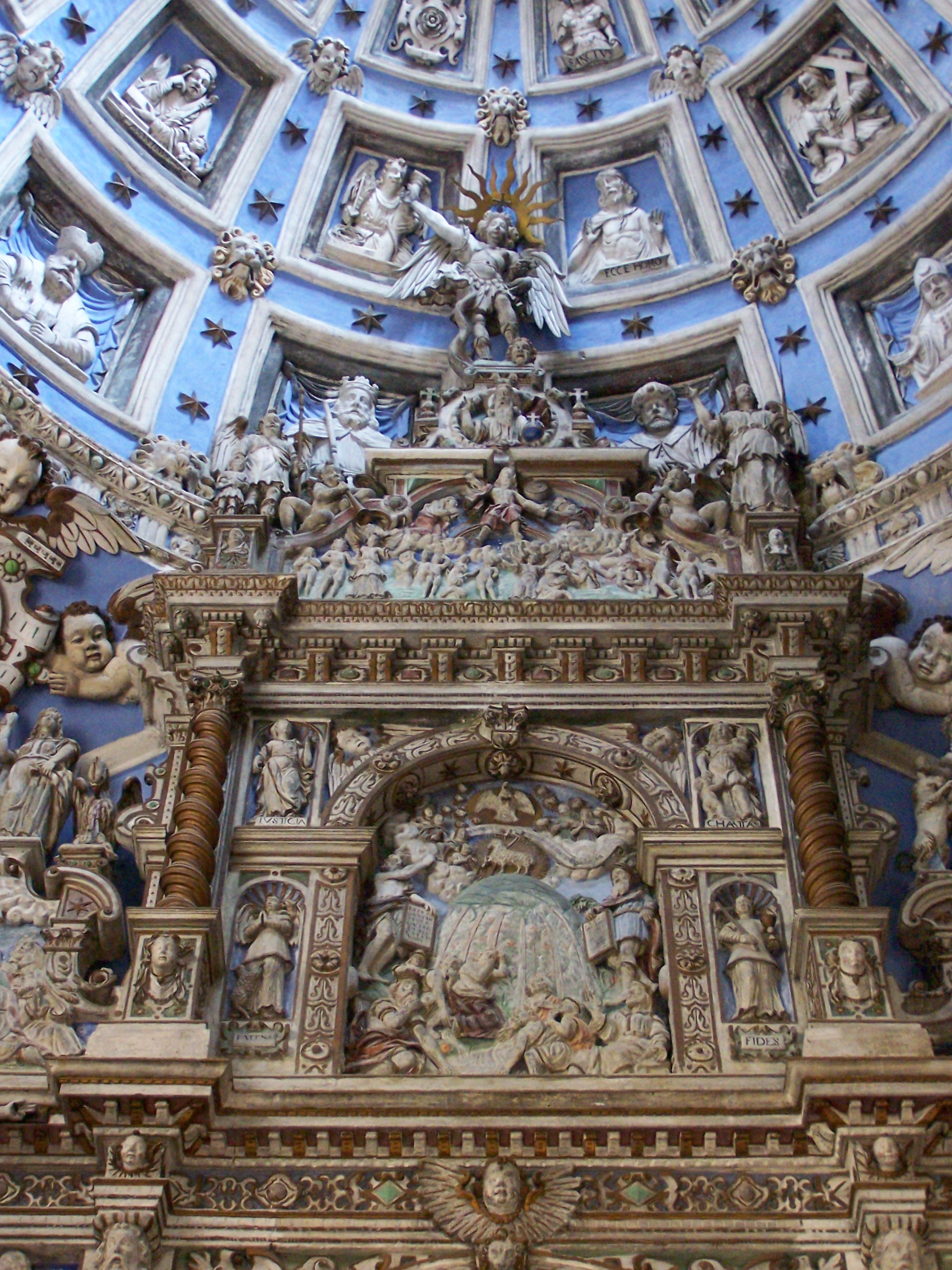
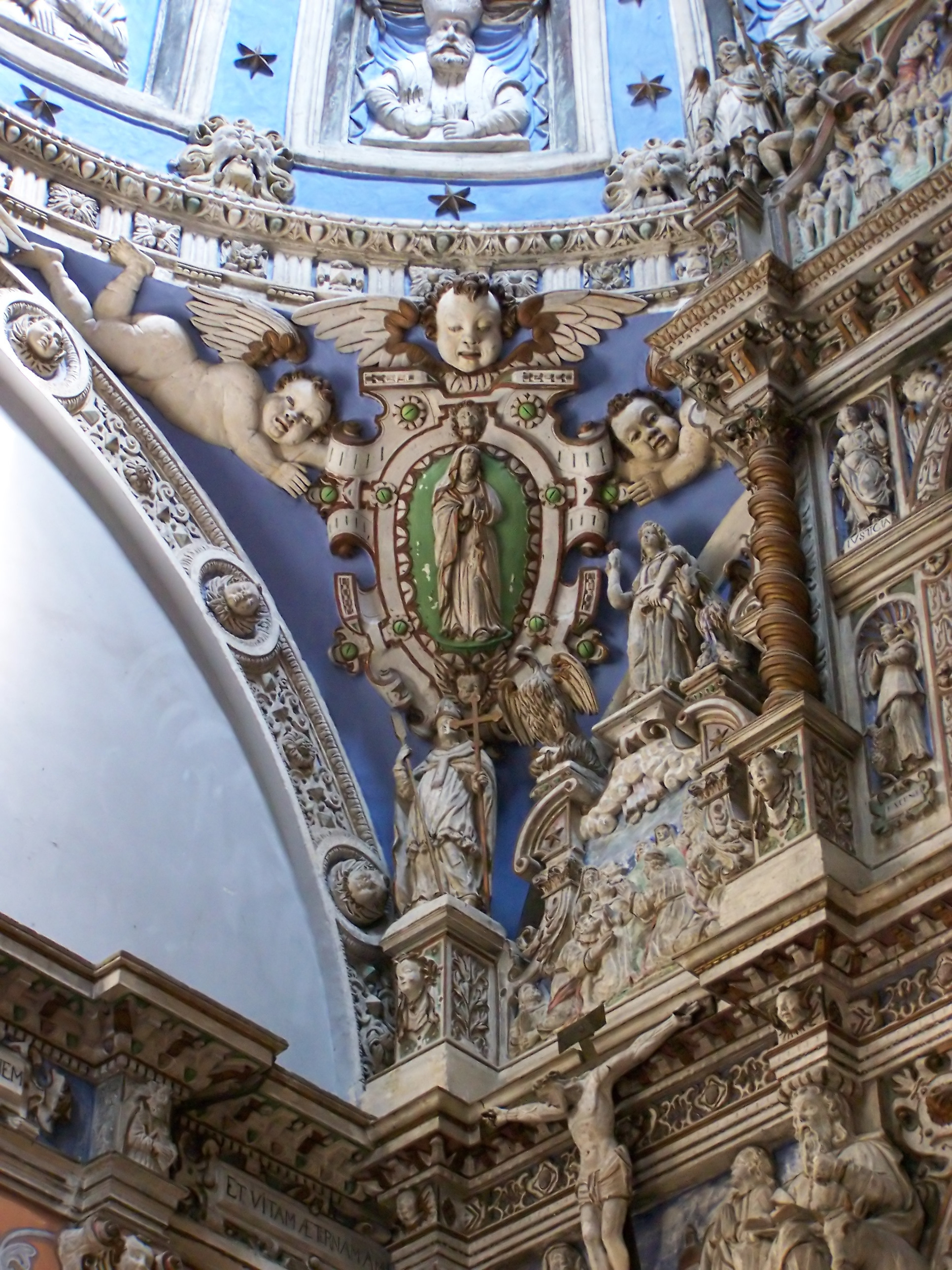